# Ray of Light Foundation
Ray of Light Foundation – amerykańska fundacja z siedzibą w Los Angeles. Została założona w 1998 przez amerykańską piosenkarkę Madonnę, która finansuje poprzez nią rozmaite inicjatywy filantropijne na świecie. Misją fundacji jest „promowanie pokoju, równych praw i edukacji dla wszystkich”. Jej nazwa wywodzi się od albumu studyjnego Madonny, Ray of Light (1998). Powiernikiem fundacji jest jej siostra, Melanie Ciccone.

## Działalność

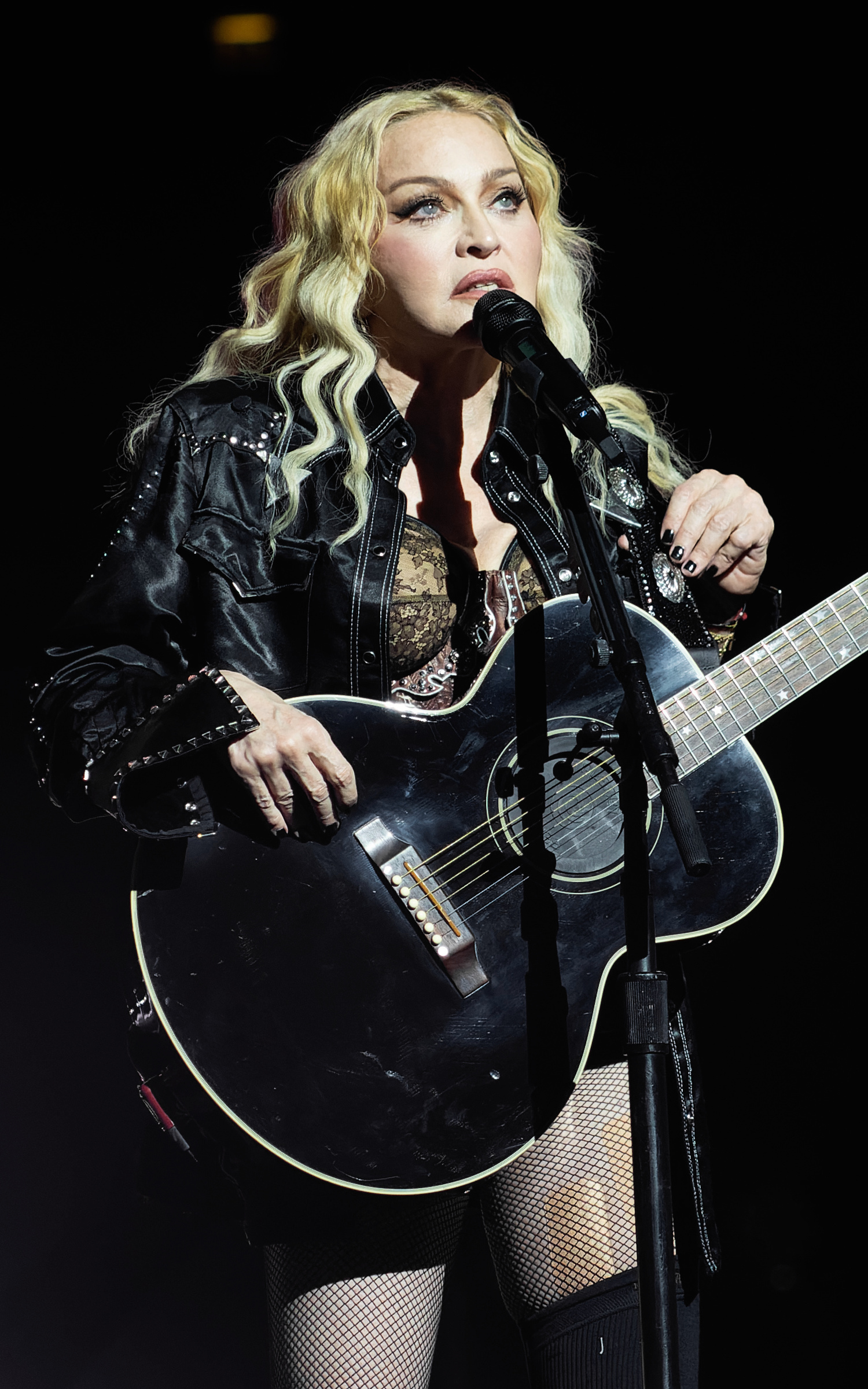
Madonna, założycielka fundacji, udzielającą poprzez nią wsparcia finansowego, podczas koncertu w 2023

### Afryka
W Kongo Ray of Light Foundation współfinansowała ośrodek City of Joy, wspierający kobiety, które przeżyły przemoc ze względu na płeć, w aspektach takich jak doradztwo psychospołeczne, szkolenia z zakresu przywództwa, nauka obsługi komputera, zajęcia z języka angielskiego, lekcje sztuki kulinarnej i rolnictwa.
W Kenii wspierała organizację Shining Hope for Communities (SHOFCO), przeciwdziałającą biedzie w slumsach, w uruchomieniu i rozwijaniu programu mającego na celu ograniczenie przemocy ze względu na płeć. W 2016 Madonna odwiedziła Nairobi, gdzie nawiązała współpracę z prowadzoną przez pierwszą damę Margaret Kenyattą kampanią Beyond Zero, mającą na celu poprawę sytuacji materialnej dzieci w Kenii. Fundacje współpracowały także we wspieraniu mieszkańców slumsów w obliczu pandemii COVID-19.
W Mali wsparła organizację buildOn w budowie szkoły średniej.
W Nigerii wspierała organizację Global Fund for Women (GFW) w zapewnianiu miejsc i pomocy psychologicznej dla kobiet będących ofiarami przemocy.
W 2016 pomogła Międzynarodowej Organizacji ds. Migracji w uwolnieniu 53 etiopskich chłopców uwięzionych w Malawi, przetransportowaniu ich do Etiopii i ich późniejszej reintegracji.
Współpracuje też z drugą fundacją Madonny, Raising Malawi, zajmującą się wsparciem dla Malawi.

### Ameryka
W 2014 Ray of Light Foundation zaangażowała się w pomoc dla miasta Detroit po ogłoszeniu przez nie bankructwa. Wsparła trzy lokalne organizacje: Detroit Achievement Academy, prowadzącą szkoły, Downtown Boxing Gym, prowadzącą programy edukacyjne, oraz Empowerment Plan, zapewniającą pomoc dla bezdomnych.
Współpracowała także z fundacją Community Organized Relief Effort (dawniej J/P Haitian Relief Organization), założoną przez byłego męża Madonny, Seana Pena, w celu udzielania pomocy na Haiti po trzęsieniu ziemi w 2010. Organizacje sfinansowały wspólnie budowę szkoły podstawowej École de L’Espoir.
Wspierała finansowo organizacje medyczne takie jak TJ Martell Foundation for Leukemia and Cancer Research czy Mobilization Against AIDS.
W 2020 przekazała milion dolarów na fundację Bill & Melinda Gates Foundation w celu rozwoju metod leczenia na COVID-19. Sfinansowała też, wspólnie z Reform Alliance, dostarczenie 100 tysięcy masek do amerykańskich więzień.
Wielokrotnie wspierała finansowo centrum kabały w Los Angeles, Kabbalah Centre.

### Eurazja
W Afganistanie Ray of Light Foundation wspierała fundację Afghan Institute of Learning (AIL), prowadzoną przez Sakenę Yacoobi w celu wsparcia edukacji i opieki zdrowotnej, zwłaszcza kobiet i dzieci. W Pakistanie wsparła The Dream Foundation Trust w budowie szkoły w dzielnicy Ghazi Brohi Goth w Karaczi. W 2013 Madonna sprzedała swój obraz Three Women autorstwa Fernanda Légera, a dochód został przekazany na inicjatywy w Afganistanie i Pakistanie.
Udzielała się także w Palestynie. Wspierała Palestine Fair Trade Association (PFTA) w udzielaniu rolniczek mikropożyczek na prowadzenie gospodarek rolnych. Finansowała organizację American Near East Refugee Aid, zajmującą się dostarczaniem leków do największego szpitala w Gazie, Al-Shifa Hospital. Od 2018 wspierała Agencję Narodów Zjednoczonych dla Pomocy Uchodźcom Palestyńskim na Bliskim Wschodzie (UNRWA) w prowadzeniu szkół dla dziewcząt w Stefie Gazy. Finansowała także organizację Americans for Peace Now, dążącą do pokojowego rozwiązania konfliktu izraelsko-palestyńskiego.
Na Filipinach wsparła finansowo centrum dla dzieci chronionych przed przemocą i wyzyskiem, prowadzonym w Manili przez Bahay Tuluyan. W 2016 Madonna odwiedziła ośrodek. W 2013 finansowała organizację Mercy Corps w naprawianiu szkód wyrządzonych przez tajfun Haiyan.
W 2007 przekazała 23 tysiące dolarów na organizację budującą place zabaw w Rosji.